# Attunga, New South Wales
Attunga là một đô thị thuộc New England, New South Wales, Úc.